# Chimki
Chimki (Russisch: Химки) is een stad in de Russische oblast Moskou. De stad ligt aan het Moskoukanaal ten noordwesten van Moskou, waarvan het slechts wordt gescheiden door de MKAD-ringweg. De stad had bij de bestuurlijke samenvoeging in 2005 inclusief alle plaatsen onder haar jurisdictie ongeveer 180.000 inwoners. Bij de volkstelling van 2021 was dit gestegen tot ruim 250.000 inwoners.

## Geschiedenis
Voor de stichting van de plaats bevonden zich verschillende plaatsen op deze plek. Dit waren onder andere Koerkino (dat tot 1704 een patriarchendorp was), Kozlovo, Kozmodemjanovskoje (de vottsjina van Boris Godoenov eind 16e eeuw), Kirejevo en Krasnye Gorki. In de jaren 30 van de 19e eeuw werd het gebied een populaire datsjalocatie.

### Ontstaan en ontwikkeling
De huidige stad ontstond in 1850 aan de rivier de Chimka (nu de bedding van het Moskoukanaal) als de stationsnederzetting Chimka aan de spoorlijn van Sint-Petersburg naar Moskou. Dit station werd in 1851 geopend. De naam 'Chimka' is afkomstig van de rivier de Chimka, die van de 16e tot de 18e eeuw 'Chinka' werd genoemd. Het woord 'Chinka' is mogelijk afkomstig van het Baltische woord 'kiminas' ("mos").
In de tweede helft van de 19e en het begin van de 20e eeuw werden industrieën opgezet in Chimka en de omliggende regio. Toen het Moskoukanaal werd aangelegd tussen 1932 en 1937 ontstond het dorp Levoberezjny ("linkeroever") op de oever daarvan en kreeg Chimka een haven. In 1937 kreeg Chimka de status van arbeidersnederzetting en in 1939 kreeg het de status van stad.
In de Tweede Wereldoorlog werden verschillende Sovjet-ruimtevaartverdedigingsontwikkelingscentra geopend, waar het merendeel van de bevolking werkzaam werd. De stad werd vanwege haar activiteiten een gesloten stad, al lag de stad aan de snelweg van de internationale luchthaven Sjeremetjevo naar Moskou.

### Huidige situatie
Een aantal van de ruimtevaartontwikkelingscentra worden nu ingezet voor een van de programma's van het Internationaal ruimtestation ISS.
Door de enorme groei van Moskou in de jaren na de val van de Sovjet-Unie stijgt ook de bevolking van Chimki zeer snel als gevolg van gigantische huizenbouwprojecten om de alsmaar groeiende bevolking van de megapolis op te vangen.
In 2005 werd de stad bestuurlijk samengevoegd met het district Chimkinski, waardoor het stedelijk district Chimki ontstond. Onder de jurisdictie van dit stedelijk district vallen naast Chimki ook de voormalige stad Schodnja, de plaatsen Podrezkovo, Firsanovka, Starbejevo, Kljazma, Levoberezjny, Novogorsk, Spartak, microdistrict Planernaja en de transportzone van luchthaven Sjeremetjevo.

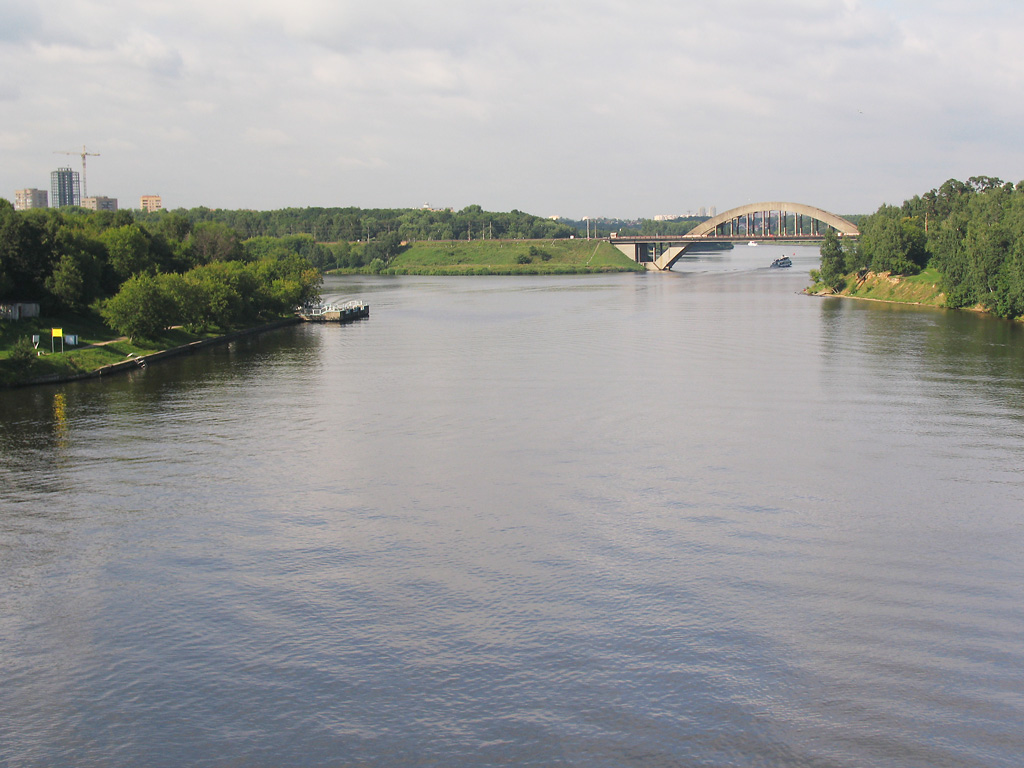
Moskoukanaal in de buurt van Chimki

De stad profiteert van de handel door haar locatie op de weg naar Sjeremetjevo. Bij de stad staat een van de twee grootste Mega-winkelcentra van Rusland, waarbinnen zich onder andere vestigingen van het Franse supermarktconcern Auchan en het Zweedse meubelbedrijf IKEA bevinden.

## Demografie
| 1926  | 1939   | 1959   | 1970   | 1979    | 1989    | 2002    | 2005    | 2010    |
| ----- | ------ | ------ | ------ | ------- | ------- | ------- | ------- | ------- |
| 2.900 | 23.100 | 47.800 | 86.600 | 111.900 | 132.902 | 141.000 | 180.000 | 207.125 |

## Geboren in Chimki
- Joeri Malysjev (1947), roeier
- Maksim Kontsevitsj (1964), Russisch wiskundige